# Elaine Rapp
Elaine Rapp (27 de octubre de 1927 – 15 de abril de 2019) fue una escultora, docente y arterapeuta estadounidense. Es conocida por su papel en el resurgimiento de la escultura directa en piedra, y especialmente por sus talleres internacionales de tallado en piedra.

## Trayectoria
Rapp creció en el Bronx, se casó después de graduarse en la escuela secundaria y tuvo una hija, Stephanie. Cuando su hija tenía seis años, Rapp retomó su educación, y terminó en la Liga de estudiantes de arte de Nueva York bajo la tutela de los escultores John Hovannes y William Zorach. Además, mientras estudiaba escultura, surgió en ella un interés por la psicología humanista que se mantendría durante toda su vida. Y tras una exposición individual con éxito en una galería, dedicaría la mayor parte de su carrera a combinar ambas disciplinas.
La exposición, celebrada en enero de 1967 en la Galería Bodley de Nueva York, presentó veintiséis esculturas de Rapp en mármol, piedra caliza, alabastro y otras piedras, todas talladas a mano con martillo y cincel. Todas menos ocho obras fueron vendidas a coleccionistas privados y museos, incluido un busto comprado por el Museo de Arte de Evansville, en Indiana.
Tres años más tarde, Rapp lanzó sus talleres de tallado en piedra, primero en su loft de Manhattan y, más adelante, en México, Canadá e Inglaterra. En 1971, comenzó a enseñar en el Instituto Pratt de Brooklyn, en Nueva York. En 1975, se convirtió en arteterapeuta registrada y, más adelante, en profesional acreditada. También fue miembro de pleno derecho del Instituto de Nueva York de Terapia Gestalt, después de recibir formación de su cofundadora Laura Perls. 
Rapp creía que la escultura en piedra y la terapia Gestalt eran coherentes, porque ambas se ocupan de "lo que emerge". Esta filosofía estaba presente en sus talleres de tallado en piedra, a los que asistían estudiantes que eran en muchos casos principiantes en el mundo del arte. Manteniendo que "podía enseñarle a cualquiera a tallar una piedra", llegó a llenar una vez un gimnasio en Pratt con más de cien estudiantes, y logró que cada uno de ellos produjera una escultura de piedra en cuestión de horas.
Rapp cesó sus talleres a mediados de la década de 1990 y se retiró de Pratt en 2005. 
Murió en Great Neck, Nueva York, el 15 de abril de 2019 a la edad de 91 años.

## Otras lecturas
- Nancy Enmienda-Lyon, "Arte y creatividad en la terapia gestáltica ", Revisión Gestalt, 2001 http://www.gestaltreview.com/Portals/0/GR0504Amendt-Lyon.pdf Archivado el 29 de diciembre de 2010 en Wayback Machine.
- Joan Hess Michel, "Elaine Rapp: Stone Carver", artista estadounidense, enero de 1969 https://web.archive.org/web/20120328025048/http://www.eddannen.com/1969-01_American_Artist___Elaine_Rapp_Stone_Carver__.pdf
- Departamento de Terapia de Artes Creativas del Instituto Pratt: una historia oral (video) https://web.archive.org/web/20120328025109/http://www.eddannen.com/Pratt.html
- Elaine Rapp, "Gestalt Art Theory in Groups", de Feder y Ronall, Beyond the Hot Seat: Gestalt Approaches to Group (Montclair, Nueva Jersey: Beefeeder Press, 1980), pp.   86–104 https://web.archive.org/web/20120328025115/http://www.eddannen.com/Gestalt_Art_Therapy_in_Groups.pdf

- Datos: Q5353274